# آنا جونستون
آنا جونستون (بالإنجليزية: Anna Johnston)‏ هي طبيبة أمراض الدم ‏ أسترالية، ولدت في 1976 في هوبارت في أستراليا.